# 오동진 (1889년)
오동진(吳東振, 1889년 8월 14일~1944년 12월 1일)은 한국의 독립운동가이다. 아호는 '송암(松菴)'이다.

## 생애
평안북도 의주 출생이다. 본관은 동복이다. 도산 안창호가 세운 평양의 대성학교를 졸업한 뒤 고향으로 내려와 민족주의 사학 일신학교를 설립하여 교육 계몽 운동을 벌였다. 1919년 3·1 운동때는 일신학교 설립자인 유여대가 민족대표 33인 중 한 사람으로 참가하면서 의주 지역에서 경기도 경성부와 동시에 만세 시위가 일어났다. 그는 이 운동에 참가했다가 체포령을 피해 만주로 망명했다.

### 만주에서의 항일투쟁
이후 만주에서 윤하진, 장덕진, 박태열 등과 함께 광제청년단(1919.6)을, 안병찬, 김찬성, 김승만 등과 함께 대한청년단연합회(1919.11)를 결성하였고, 이듬해 광복단(1920.3)을 조직하고, 이후 광복군총영(1920.7)으로 개편하여 오동진은 총영장을 맡았다. 그 해에 미국의 의원단이 시찰단으로 국내에 입국할 때에는 이들에게 독립 의지를 보여주기 위하여 박희광, 김광추, 김병현, 안경신, 정인복, 임용일 등을 국내 각지에 파견하여 기관 파괴 테러를 기도했다. 이 사건으로 그는 궐석재판을 통해 징역 10년형을 선고 받았다.
한편, 대한민국임시정부는 1920년 7월 26일 「대한광복군참리부규정」, 「대한광복군사령부규정」, 「대한광복군영규정」를 제정하고 8월 1일을 시행일로 삼아 광복군사령부를 조직하였다.
하지만 산하 무장독립군과 소통이 원활하지 못한 광복군총영은 임시정부 조직개편을 따르지 않고 독자적으로 계속 활동하였다.
1922년 경부터는 만주 지역에 흩어져 있던 독립 운동 단체들의 단체 통합 움직임이 있었다. 오동진은 양기탁의 통합 제안에 찬성하여 연합 독립 운동 단체인 대한통의부를 조직하여 교통부장·재무부장을 맡았으며, 1924년 임시정부의 특명으로 통의부 5중대 소속 3인조 암살단으로 알려진 박희광, 김광추, 김병현에게 첩자이며 여순조선인회(旅順朝鮮人會)서기인 악질 친일파 정갑주(鄭甲周)를 암살하라는 지령을 내렸고, 1924년6월 일진회(一進會)원으로 국권침탈에 앞장섰던 친일파 거두 최정규(崔晶奎)와 이등박문의 수양녀이자 매국녀인 배정자(裵貞子) 암살지령을 내린것으로 알려졌다. 1924년 7월 22일경 임시정부와 공모로 일본영사관 파괴 명령을 내렸으나, 박희광이 투척한 폭탄이 불발로 실패했다. 1925년에는 통의부를 중심으로 독립운동단체들이 연합 결성한 정의부에서 군사부위원장 겸 사령장으로 활동했다.
1926년에는 양기탁과 천도교 혁신파, 소련 지역의 독립 운동가들이 규합, 고려혁명당을 조직하였다. 일제 경찰의 통계에 따르면, 1927년까지 오동진은 연인원 1만명이 넘는 부하를 이끌었고 일제 관공서를 백여차례 습격하여 살상한 사람이 900여명에 달한다. 이런 전과로 인해 그는 김좌진, 김동삼과 3대 맹장으로 불리기도 했다.

### 최후
그러나 1927년 12월에 옛 동지인 김종원(金綜源)의 밀고로 일제 밀정이자, 신의주의 조선인 고등계 형사 김덕기에게 체포되어 압송되어 경성감옥(現 서대문형무소)에 수감되었으나, 이후 정신병 진단과 함께 무기 징역형을 선고 받아 정신병자들을 수용하는 공주 형무소에서 복역했다.
법정 투쟁과 단식 투쟁을 하던 중 고문으로 정신병 진단을 받고 공주 형무소에서 옥사한 것으로 알려져 있으나 사망 시기에는 이설이 있다. 1927년 12월, 1930년, 1936년, 1944년 5월 20일 경으로 다양하게 기록되어 있다.

## 사후
- 대한민국 정부는 그의 공헌을 기리기 위해 1962년 대한민국 건국훈장 대한민국장을 추서하였다.

## 같이 보기
- 독립유공자로 대한민국장을 수여받은 사람

## 참고자료
- 대한민국 국가보훈처, 이 달의 독립 운동가 상세자료 - 오동진, 1993년
- 신재홍(申載洪), 〈吳東振 硏究〉, 《국사관논총》 제4집, 국사편찬위원회, 1989년, 219~233쪽.
- 오동진(吳東振) 한국민족문화대백과 - 한국학중앙연구원